# Benevenuto Augusto Magalhães Taques
Benevenuto Augusto Magalhães Taques (Salvador de Bahía, 1818 - 1881) fue un político brasileño del siglo XIX.

## Biografía
Benevenuto Augusto Magalhães Taques nació en 1818 en Bahía.
Se recibió de bachiller en derecho en 1839 en la Facultad de Olinda, Pernambuco.
El 24 de febrero de 1849 asumió la presidencia de la Provincia de Rio Grande do Norte, ejerciendo el cargo hasta el 2 de diciembre de ese mismo año.
En 1857 presidió la de Maranhão pero el 14 de octubre de ese mismo año pasó a ejercer la presidencia de la provincia de Pernambuco, cargo que mantuvo hasta el 6 de diciembre del siguiente año.
En 1861 asumió el ministerio de Relaciones Exteriores en reemplazo de Antônio Coelho de Sá e Albuquerque. La crisis motivada por la llamada Cuestión Christie, grave conflicto que llevó a la ruptura de relaciones diplomáticas entre el Imperio de Brasil y Gran Bretaña, provocó en 1862 su renuncia y reemplazo por Carlos Carneiro de Campos.
El 30 de julio de 1868 fue designado nuevamente gobernador, esta vez presidiendo la provincia de Río de Janeiro, cargo que mantuvo hasta el 1 de mayo de 1869.
Falleció en el año 1881.
Había casado con Guilhermina Soares Ribeiro con quien tuvo una hija, Beatriz Taques (1864 - 1943).
Una calle de São Paulo lleva su nombre.